# Теодор I (герцог Браганса)
Теодозиу I де Браганса (порт. Teodósio I, Duque de Bragança; 1510 — 22 сентября 1563) — 5-й герцог Браганса с 20 сентября 1532 года. Также носил титулы: 3-й герцог Гимарайнш в 1532—1537 годах, 4-й маркиз де Вила-Висоза, граф де Барселуш, 6-й граф де Арайолуш, 6-й граф де Нейва, 9-й граф де Орен с 1532 года.

## Биография
Старший сын Жайме I де Браганса (1479—1532), 4-го герцога Браганса (с 1498 года), от первого брака с Леонор Перес де Гусман (ум. в 1512 году), дочери Хуана Альфонсо Переса де Гусмана (1464—1507), 3-го герцога Медина-Сидония.
В сентябре 1532 года после смерти своего отца Жайме Теодозиу унаследовал титул и владения герцога Браганса. В 1537 году король Португалии Жуан III (1521—1557) лишил дом Браганса титула и владений герцога де Гимарайнш, которые были переданы его младшему брату, инфанту Дуарте (1515—1540).
Герцог Teoдозиу был образованным и изысканным представителем знати, типичным принцем эпохи ренессанса, почитал живопись и скульптуру.

## Брак и дети
В 1542 году женился на своей кузине Изабел де Ланкастр (1513—1558), дочери своего дяди Диниша де Браганса (1481—1516), графа де Лемос, и Беатриш де Кастро-Осорио (1484—1560). У супругов родился единственный сын:
- Жуан I де Браганса (1543—1583), 6-й герцог Браганса (1563—1583)

В 1559 году вторично женился на Беатрис де Ланкастр (1542—1623), дочери Луиса де Ланкастр (ок. 1505—1574), командора Ависского ордена, и Марии Магдалены де Гранада (род. 1510), внучке инфанта Жорже де Ланкастр, герцога де Коимбра. В браке у них родились двое детей:
- Жайме де Браганса (1559 — 4 августа 1578), погиб в битве при Эль-Ксар-эль-Кебире
- Изабел де Браганса (1560 — ?), жена Мигела Луиса де Менезеса (ок. 1565—1637), 1-го герцога Каминья (1620—1635)

Также герцог Теодозиу имел связь с незамужней дамой из дворца в Вила-Висоза, в результате которой у него родился внебрачный сын
- Афонсу Файян (Fayão > Faião, род. ок. 1558), аббат в Бальтаре.